# 톄산구

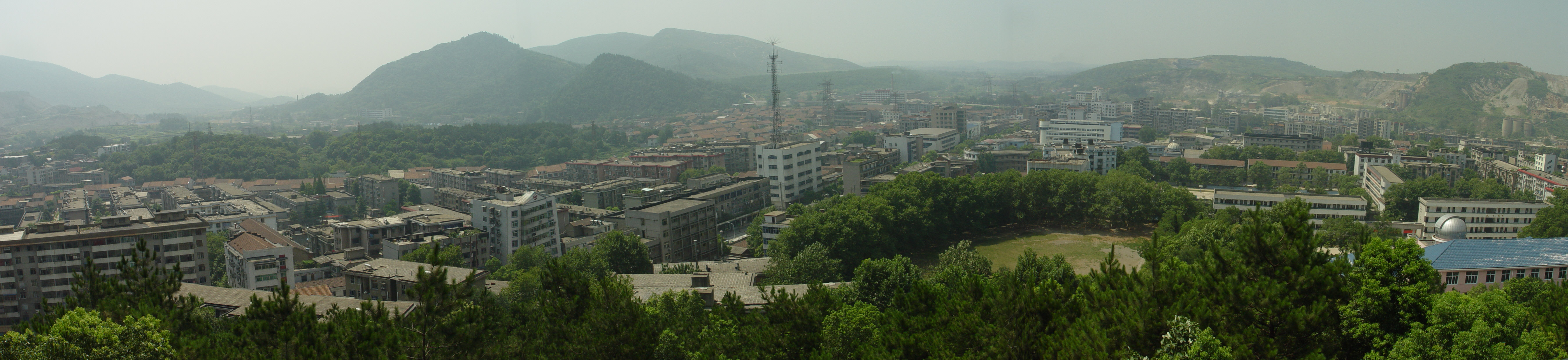
톄산 구

톄산구(한국어: 철산구, 중국어: 铁山区, 병음: Tiěshān Qū)는 중화인민공화국 후베이성 황스 시의 현급 행정구역이다. 넓이는 28km2이고, 인구는 2007년 기준으로 60,000명이다.

## 행정 구역
2개 가도를 관할한다.
- 가도: 铁山街道, 鹿獐山街道.